# Laurence Olivier Awards 1985
Die 10. Laurence Olivier Awards 1985 wurden im Dominion Theatre in London vergeben, um herausragende Theater- und Musicalproduktionen zu würdigen. Ausgezeichnet wurden Produktionen der Theatersaison 1984/85. Die Preisverleihung wurde aufgezeichnet und im BBC-Fernsehen gesendet.

## Hintergrund
Der Laurence Olivier Award (auch Olivier Award) ist ein seit 1976 jährlich vergebener britischer Theater- und Musicalpreis. Er gilt als höchste Auszeichnung im britischen Theater und ist vergleichbar mit dem Tony Award am amerikanischen Broadway. Verliehen wird die Auszeichnung von der Society of London Theatre. Ausgezeichnet werden herausragende Darsteller und Produktionen einer Theatersaison, die im Londoner West End zu sehen waren. Die Auszeichnungen hießen zunächst Society of West End Theatre Awards und wurden 1985 zu Ehren des renommierten britischen Schauspielers Laurence Olivier in Laurence Olivier Awards umbenannt. Die Nominierten und Gewinner der Laurence Olivier Awards „werden jedes Jahr von einer Gruppe angesehener Theaterfachleute, Theaterkoryphäen und Mitgliedern des Publikums ausgewählt, die wegen ihrer Leidenschaft für das Londoner Theater“ bekannt sind.

## Gewinner und Nominierte
| Bestes neues Theaterstück | Bestes neues Musical |
| --- | --- |
| - Red Noses von Peter Barnes – Royal Shakespeare Company im Barbican Centre - Doomsday von Tony Harrison – National Theatre Cottesloe - The Road to Mecca von Athol Fugard – National Theatre Lyttelton - Torch Song Trilogy von Harvey Fierstein – Albery Theatre | - Me and My Girl – Adelphi Theatre - Les Misérables – Royal Shakespeare Company im Barbican Centre |
| Beste neue Comedy | |
| - A Chorus of Disapproval von Alan Ayckbourn – National Theatre Olivier - Bouncers by John Godber – Donmar Warehouse - Love’s Labour’s Lost von William Shakespeare – Royal Shakespeare Company im Barbican Centre - Pravda von Howard Brenton und David Hare – National Theatre Olivier | |
| Darsteller des Jahres Theaterstück | Darstellerin des Jahres Theaterstück |
| - Antony Sher als Richard in Richard III – Royal Shakespeare Company im Barbican Centre und als Arnold Beckoff in Torch Song Trilogy – Albery Theatre - Alun Armstrong als John Proctor in The Crucible und als King Leontes in The Winter’s Tale – Christ Church, Spitalfields - Kenneth Branagh als King Henry V in Henry V – Royal Shakespeare Company im Barbican Centre - Anthony Hopkins als Lambert Le Roux in Pravda – National Theatre Olivier                        | - Yvonne Bryceland als Miss Helen in The Road to Mecca – National Theatre Lyttelton - Wendy Morgan als Martine in Martine – National Theatre Lyttelton - Harriet Walter als Skinner in The Castle – Royal Shakespeare Company im Barbican Centre - Joanne Whalley als Pam in Saved – Royal Court Theatre                                                                  |
| Bester Hauptdarsteller Musical | Beste Hauptdarstellerin Musical |
| - Robert Lindsay als Bill Snibson in Me and My Girl – Adelphi Theatre - Alun Armstrong als M. Thénardier in Les Misérables – Royal Shakespeare Company im Barbican Centre - Mark McGann als John Lennon in Lennon – Astoria Theatre - Colm Wilkinson als Jean Valjean in Les Misérables – Royal Shakespeare Company im Barbican Centre | - Patti LuPone als Fantine in Les Misérables – Royal Shakespeare Company im Barbican Centre und als Moll in The Cradle Will Rock – Old Vic Theatre - Betsy Brantley als Miss Adelaide in Guys and Dolls – Prince of Wales Theatre - Carol Sloman als Darsteller in Lennon – Astoria Theatre - Elisabeth Welch als Darsteller in Kern Goes to Hollywood – Donmar Warehouse |
| Beste Comedy-Darbietung | |
| - Michael Gambon als Dafydd Llewellyn in A Chorus of Disapproval – National Theatre Olivier - Roger Rees als Lord Berowne in Love’s Labour’s Lost – Royal Shakespeare Company im Barbican Centre - Griff Rhys Jones als Gianni Agnelli und Antonio Berardi in Trumpets and Raspberries – Phoenix Theatre - Maggie Smith als Mrs. Millamant in The Way of the World – Theatre Royal Haymarket                                                                                   | |
| Bester Nebendarsteller Theaterstück | Beste Nebendarstellerin Theaterstück |
| - Imelda Staunton als Hannah Llewellyn in A Chorus of Disapproval – National Theatre Olivier und als Bessie Watty in The Corn Is Green – Old Vic Theatre - Maria Aitken als Frances Trebell in Waste – Royal Shakespeare Company im Barbican Centre - Patricia Routledge als Queen Margaret in Richard III – Royal Shakespeare Company im Barbican Centre - Zoe Wanamaker als Mother Courage in Mother Courage and Her Children – Royal Shakespeare Company im Barbican Centre | - Cheek by Jowl für Andromache, Pericles und Vanity Fair – Donmar Warehouse - Frances Barber als Marguerite Gautier in Camille – Comedy Theatre - Druid Theatre Company für The Playboy of the Western World – Donmar Warehouse - Clive Mantle als Lennie Small in Of Mice and Men – Mermaid Theatre                                                                      |
| Beste Regie | |
| - Bill Bryden für The Mysteries – National Theatre Cottesloe - Bill Alexander für Richard III. – Royal Shakespeare Company im Barbican Centre - Garry Hines für The Playboy of the Western World – Donmar Warehouse - Barry Kyle für Golden Girls und Love’s Labour’s Lost – Royal Shakespeare Company im Barbican Centre | |
| Bestes Bühnenbild | |
| - William Dudley für The Mysteries – National Theatre Cottesloe und The Critic – National Theatre Olivier - Alison Chitty für Martine und She Stoops to Conquer – National Theatre Lyttelton - Bob Crowley für Henry V, Love’s Labour’s Lost und The Winter’s Tale – Royal Shakespeare Company im Barbican Centre - Philip Prowse für The Duchess of Malfi – National Theatre Lyttelton und Phaedra – Royal Shakespeare Company im Barbican Centre                             | |
| Herausragende Leistungen Ballett | Herausragende erstmalige Leistung Ballett |
| - Yoko Morishita in Giselle, Matsuyama Ballet Company – London Coliseum - Bryony Brind in Young Apollo, The Royal Ballet – Royal Opera House - Stephen Jeffries in The Sons of Horus, The Royal Ballet – Royal Opera House - Roland Price in The Sleeping Beauty, Sadler’s Wells Royal Ballet – Sadler’s Wells Theatre | - Pictures, Merce Cunningham – Sadler’s Wells Theatre - Romeo and Juliet, London Festival Ballet – Royal Opera House - The Sons of Horus, The Royal Ballet – Royal Opera House - The Wand of Youth, Sadler’s Wells Royal Ballet – Sadler’s Wells Theatre |
| Herausragende Leistungen Oper | Herausragende erstmalige Leistung Oper |
| - Kathleen Battle in Ariadne auf Naxos, The Royal Opera – Royal Opera House - Helen Field in Faust, English National Opera – London Coliseum - Kenneth Riegel in The Birthday of the Infanta, The Royal Opera – Royal Opera House - Marcus Stockhausen in Donnerstag aus Licht, The Royal Opera – Royal Opera House | - Xerxes, English National Opera – London Coliseum - Akhnaten, English National Opera – London Coliseum - Donnerstag aus Licht, The Royal Opera – Royal Opera House - Faust, English National Opera – London Coliseum |
| The Observer Award für herausragende Leistungen | |
| - Anthony Hopkins in Pravda – National Theatre Olivier - Almeida Theatre - Season von Edward Bond – Royal Court Theatre - The Crucible und The Winter’s Tale – Royal Shakespeare Company Tour | |

## Sonderpreise
| Kategorie                         | Preisträger  |
| --------------------------------- | ------------ |
| Sonderpreis der Society of London | John Gielgud |

## Statistik

### Mehrfache Nominierungen
- 4 Nominierungen: Les Misérables und Love’s Labour’s Lost
- 3 Nominierungen: A Chorus of Disapproval, Pravda, Richard III und The Winter’s Tale
- 2 Nominierungen: Donnerstag aus Licht, Faust, Henry V, Lennon, Martine, Me and My Girl, The Crucible, The Mysteries, The Playboy of the Western World, The Road to Mecca, The Sons of Horus und Torch Song Trilogy

### Mehrfache Gewinne
- 3 Gewinne: A Chorus of Disapproval
- 2 Gewinne: Me and My Girl und The Mysteries